# Гурань
Гурань, Гурані (рум. Gurani) — село у повіті Біхор в Румунії. Входить до складу комуни П'єтроаса.
Село розташоване на відстані 366 км на північний захід від Бухареста, 71 км на південний схід від Ораді, 82 км на захід від Клуж-Напоки, 137 км на північний схід від Тімішоари.

## Населення
За даними перепису населення 2002 року у селі проживали 693 особи.
Національний склад населення села:
| Національність | Кількість осіб | Відсоток |
| -------------- | -------------- | -------- |
| румуни         | 657            | 94,8%    |
| цигани         | 36             | 5,2%     |

Рідною мовою назвали:
| Мова      | Кількість осіб | Відсоток |
| --------- | -------------- | -------- |
| румунська | 657            | 94,8%    |
| циганська | 36             | 5,2%     |